# Moñitos
Moñitos è un comune della Colombia facente parte del dipartimento di Córdoba.
Il centro abitato venne fondato da Manuel Muñiz nel 1740.